# 청주 창리 석조보살입상
청주 창리 석조보살입상은 충청북도 청주시 청원구에 있다. 2015년 4월 17일 청주시의 향토유적 제2호로 지정되었다.

## 개요
고려시대 보살상으로 파마머리 형태의 두발이 특이하다.